# پیتر هنگی
پیتر هِنگی (زاده 29 29 نوامبر 1950) یک فیزیکدان نظری اهل سوئیس است. وی بیشتر به خاطر کارهای اصلی خود در زمینه حرکت براونی و مفهوم حرکتی براون ، سیستم های تشدید تصادفی و اتلاف ( مکانیک کوانتومی و کوانتومی ) شناخته شده است. مباحث دیگر مورد علاقه اش عبارتند از: تونل-زنی کوانتومی واداشته، مانند کشف تخریب همدوس تونل زنی (CDT) ، فونونیک، مکانیک آماری نسبیتی و مبانی ترمودینامیک کلاسیک و کوانتومی. 

## مقالات مروری قابل توجه
- نظریه میزان واکنش: پنجاه سال پس از کرامرز [۱]
- رزونانس تصادفی [۲]

## قانون هنگی
جمله زیر به عنوان قانون هنگی است: 
هرچه تحقیق شما پیش پا افتاده تر باشد، افراد بیشتری آنرا می‌خوانند و با شما موافق هستند.
این قانون به تعمیمی از قانون مورفی شناخته شده است که اولین بار در آثار آرتور بلوچ دیده شده است.  با این حال، رابطه این ویژگی با تحقیقات استاد هنگی مشخص نیست. 
نتیجه گیری: 
- هرچه تحقیق شما حیاتی تر باشد ، افراد کمتری آن را درک خواهند کرد.
- اگر شما یک مقاله غیر بدیهی (سخت و تخصصی محور) بنویسید، احتمالاً تنها کسی خواهید بود که آن را به یاد خواهد آورد.